# Стадион Парк младежи
Стадион Парк младежи је вишенаменски стадион у Сплиту, Хрватска. Други је по величини стадион у том граду.
Изграђен је 1950. (градња је започела 1949) за потребе РНК Сплит, који је на своје ново игралиште (тада на далекој периферији) прешао 1955.. Стадион никада у потпуности није довршен. Модерније клупске просторије направљене су (али опет недовршене) уочи 8. медитеранских игара 1979. које су се одржале у Сплиту.
Капацитет стадиона је 4.075 места. Налази се у делу града који се зове Бродарица. Око фудбалског терена постављена је тартан стаза па стадион користи и атлетски клуб АСК.
Када је Хајдуков Стари плац деломично рушен, рефлектори - који су до тада осветљивали Хајдукове утакмице - премештени су на овај стадион, па се фудбалска и атлетскатакмичења, као и друге приредбе могу одржавати и ноћу.
Осим главног терена, постоји и помоћни терен којим се користе и други клубови, као Галеб, те још и низ малих игралишта (сви са вештачком травом). Помоћни терен има и своје трибине које је 2006. године поставило Бродоградилиште Сплит.
Само име стадиона је новије јер су се једно време стадион и пошумљени појас око њега звали Парк скојеваца. Иначе, тај део града мало старијим Сплићанима познат је као Турска кула, како се првобитно и сам стадион популарно звао.
Планира се изградња новог стадиона са 15.000 места, атлетске дворане и низа других спортских садржаја.